# Вадецкий, Борис Александрович
Бори́с Алекса́ндрович Ваде́цкий (16 (29) октября 1906, Санкт-Петербург — 29 марта 1962, Москва) — советский писатель.

## Биография
Родился в дворянской семье. Отец — подпоручик лейб-гвардии Павловского полка Александр Константинович Вадецкий. Мать — Анна Александровна Белли. Мать умерла при родах. Детство провел в семье родственников по линии матери. В 1918 году в силу военных действий оказался беспризорником. Позже воспитывался в детдоме и интернате им. П. А. Алексеева в Новочеркасске. В 1923 году вернулся в Петроград, поступил на Балтийский завод, окончил ФЗУ, стал подручным разметчика по металлу.
С середины 1920-х годов увлекся рабкоровской работой, пишет статьи, очерки в газеты. Параллельно является активным участником группы «Резец» при «Красной газете» в составе РАППа в Ленинграде. В 1927—1929 годах становится председателем литературной группы «Резец». Вскоре переходит с большинством литературного актива «Резца» в «Кузницу». В 1930 окончил факультет общественных наук ЛГУ. В том же году постановлением Культпропа ЦК ВКП(б) по ходатайству I-го съезда Пролетарских писателей переведён на работу в Москву. Работал цензором Главлита, редактором журналов, заведовал отделами Гослитиздата, издательства АН СССР. Член Союза советских писателей с 1934.
В 1935 году по командировке А. М. Горького направлен в Среднюю Азию, где провел два года, будучи председателем Киргизской комиссии ССП.
С апреля 1941 года на действительной военной службе в ВМФ, батальонный комиссар. В годы Великой Отечественной войны входил в оперативную группу писателей политуправления Балтийского флота, затем работал в политуправлении и газете Черноморского флота. Писал очерки с фронтов, с боевых кораблей Балтийского и Черноморского флотов, Днепровской и Дунайской флотилий. Писал из осаждённого Ленинграда и Севастополя. Был контужен.
Особое место в биографии Б. А. Вадецкого занимает организационная деятельность в Союзе писателей СССР. Он был ответственным секретарем секции прозы СП, член Комиссии по приёму в члены СП и по работе с молодыми авторами. Был консультантом и старшим преподавателем одной из кафедр Литературного института им. А. М. Горького.
Избирался делегатом на писательские съезды: I-й съезд пролетарских писателей в 1927 году, I-й съезд писателей РСФСР в 1958 году.
Похоронен на Введенском кладбище (1 уч.).
Дочь — археолог Эльга Вадецкая.

## Творчество
Печататься стал с 1925 года. Первые книги: поэма «Гавань» (М.,1931) и повесть «Клуб трех поколений» (М., 1932), посвящены современности. Но большинство произведений Б. А. Вадецкого посвящено историческим темам. Им написаны книги о Т. Г. Шевченко (роман «Полнозвучность», 1961—1962 гг.), о М. И. Глинке (роман «Глинка», 1950—1954 гг.), об узбекском поэте и мыслителе XV века Алишере Навои (роман «Простой смертный», 1950 г.), об адмирале Ф. Ф. Матюшкине (повесть «В морях твоя дорога», 1945 г.), о первооткрывателях Антарктики мореплавателях Ф. Ф. Беллинсгаузене и М. П. Лазареве (повесть «Обретение счастья», 1956 г.), об адмирале П. С. Нахимове («Сказание о флотоводце», 1958 г.) и др.
Значительное место в творчестве Б. А. Вадецкого занимала переводческая деятельность. Он переводит Айбека «В поисках света» (М., 1959), Беки Сейтакова «Свет Москвы», Авеза Садыка «Мингечаур» (М., 1951), Анарбаева «Водопады Аксая» (Ташкент, 1958) и др.